# Luci Til·li Cimbre
Luci Til·li Cimbre (en llatí Lucius Tillius Cimber) va ser un dels assassins de Juli Cèsar l'any 44 aC.
Quan Juli Cèsar va obtenir el poder suprem, va ser un dels seus principals partidaris, i fins i tot Ciceró va fer ús de l'amistat de Til·li amb el dictador per a aconseguir favors per un amic. Va ser recompensat amb el càrrec de governador de Bitínia. Però per raons desconegudes, Sèneca diu que per haver vist desateses algunes peticions seves, es va unir a la conspiració. El dia de l'assassinat, els idus de març, Cimbre es va presentar davant de Cèsar amb l'excusa d'una petició per fer tornar el seu germà de l'exili. Quan Cèsar va acceptar la carta, Cimbre li va agafar la túnica i li va embolicar el coll per tirar-lo endavant.
Després del crim, Cimbre va anar a Bitínia on va aixecar una flota amb la qual es creu que va poder derrotar a Dolabel·la. Va cooperar amb Brut i Cassi, i la seva flota va fer un bon servei als republicans.
Era un home actiu però molt aficionat al vi i de vida desordenada. Sèneca menciona la seva frase Ego quemquam feram, qui vinum ferre non possum?.